# Matthäus Waissel
Matthäus Waissel und latinisiert Matthaeus Waisselius (* um 1540 in Bartenstein/Ostpreußen; † 1602 möglicherweise in Königsberg) war ein deutscher lutherischer Theologe, Lautenist, Herausgeber von Musiksammlungen und Schriftsteller.

## Leben
Ob er jener Matthaeus Waiszel Borussus war, der sich 1553 an der Universität Frankfurt (Oder) immatrikulierte, ist unsicher; in diesem Fall müsste sein Geburtsdatum deutlich vor 1540 liegen. Am 1. Februar 1561 immatrikulierte sich Waissel an der Albertus-Universität in Königsberg, wo er Theologie studierte.
Waissel wurde 1573 Schulleiter einer Schule in Schippenbeil bei Königsberg. Von 1574 bis 1587 war er Pfarrer an der Kirche Langheim (polnisch Łankiejmy). 1573 gab er ein Buch mit Lautenmusik heraus, das überwiegend Arrangements von Vokalkompositionen italienischer und deutscher Komponisten enthielt. Insgesamt veröffentlichte er vier Tabulaturbücher mit Spielstücken für die Laute. Das dritte enthielt auch Anleitungen zum Spiel der Laute. Das 1592 veröffentlichte letzte Tabulaturbuch, unter anderem Tonsätze von Philippe Verdelot enthaltend, war für lange Jahre die letzte Lautentabulatur in Deutschland und die letzte Veröffentlichung, welche die deutsche Lautentabulatur überhaupt benutzte. Waissel verlangt bei vielen Stücken ein ausgeprägtes Lagenspiel und somit die gute Beherrschung des Instruments. Seine Tabulaturbücher waren in ganz Europa verbreitet. Ob Waissel auch einige Stücke in den von ihm herausgegebenen Tabulaturbüchern selbst komponiert hat, gilt als nicht gesichert.
Waissel veröffentlichte später noch drei weitere Bücher: 1594 erschien ein Traktat Von dem wahren Adel, 1596 ein Buch mit biblischen Erzählungen in Versen, und 1599 die Chronica Alter Preusscher Eifflendischer und Curlendischer Historien.
Bekannt wurde Waissel auch durch eine Landeschronik und seine Sammlungen geistlicher und weltlicher Lieder, die er dem Herzog Albrecht Friedrich von Preußen widmete.
Sein Sohn, der auch den Namen Matthäus Waissel trug, wurde ebenfalls Musiker; 1598 ist er als Instrumentist in Riga nachweisbar, und von 1616 bis 1619 war er Mitglied der Hofkapelle von Königsberg.

## Werke
- Tabulatura continens insignes et selectissimas quasque Cantiones, quatuor, quinque, et sex vocum, testudini aptatas, ut sunt: praeambula: phantasiae; cantiones germanicae, italica, gallicae, & latinae: passemesei: gagliarde: & choreae. In lucem aedita per Matthaeum Waisselium. Johann Eichorn, Frankfurt an der Oder 1573 (urn:nbn:de:bvb:12-bsb00033916-5)
- Tabulatura allerley kunstlicher Preambuln, … Auff der Lauten zu schlagen … Andreas Eichorn, Frankfurt an der Oder 1591.
- Lautenbuch, darinn von der Tabulatur und Application der Lauten gründlicher und voller Unterricht … Andreas Eichorn, Frankfurt an der Oder 1592.
- Tabulatura Guter gemeiner Deudtscher Tentze, nicht allein auff einer Lauten in sonderheit, sondern auch auff zweyen Lauten, durch Quarten zusammen zuschlagen … Andreas Eichorn, Frankfurt an der Oder 1592.
- Von dem waren Adel. Georg Osterberger, Königsberg 1594.
- Summa doctrinae sacrae. Georg Osterberger, Königsberg 1596.
- Chronica Alter Preusscher Eifflendischer und Curlendischer Historien … Aus alten geschriebenen Historien ordendlich verfasset und menniglich zu nutz in den Druck gegeben. Durch Matthaeum Waisselium. Georg Osterberger, Königsberg 1599 (urn:nbn:de:bvb:12-bsb00017773-3).